# Affirmation
L’affirmation est, en logique, l’énonciation qui attribue une chose à une autre, une déclaration signifiant une certaine chose sur une autre ; elle se différencie de l’énonciation[pas clair], qui doit dire qu'une chose est ou n'est pas à une autre tantôt universellement, tantôt individuellement.

## Mathématiques
En mathématiques, les mathématiciens allemands Fritz Reinhardt et Heinrich Soeder définissent l’affirmation par la déduction d’une proposition à partir d’autres propositions suivant certaines règles logiques de raisonnement.